# Pierre Brassine
Pierre Brassine, né le 16 mars 1786 à Watermael et mort le 24 février 1865 à Molenbeek-Saint-Jean, est un militaire belge du Premier Empire.

## Carrière militaire
Le 22 octobre 1806, il entre au service de la France, comme simple soldat volontaire au 2e bataillon du 112e régiment d'infanterie de ligne de l’Empire. Il est nommé caporal le 1er janvier 1807. Fin 1807, son bataillon part de Grenoble pour Turin, puis Alexandrie et en février 1808, la demi-brigade est envoyée en Toscane, jointe à l’armée commandée par le prince Eugène de Beauharnais.

### Campagnes d'Italie et d'Autriche (1809 et 1810)
Au printemps 1809, son régiment est envoyé au Tyrol, mais attaquée en route par les Autrichiens du marquis de Chasteleer. À Trente le 11 avril 1809, Brassine sera grièvement blessé à la main gauche. Le 6 juillet 1809, il sera blessé au bras gauche à la bataille de Wagram. En récompense, il est nommé sergent-major, le 10 juillet 1809. 
Son régiment tient ensuite garnison à Sienne et à Florence.

### Campagne d'Italie et d'Allemagne (1812, 1813 et 1814)
Brassine est nommé Adjudant sous-officier le 11 mars 1812. En octobre 1812, sa demi-brigade est à Berlin.
Le 2 mai 1813, son régiment participe à la bataille de Lutzen; lors de la retraite, à celle de Bautzen; en octobre 1813, à la bataille de Leipzig; en novembre 1813, repliant vers la Vénétie, il prend part au blocus de Palmanova où il sera blessé à la jambe gauche et la cuisse droite et laissé pour mort le 13 avril 1814.
À l’abdication de Napoléon Ier, le 112e est dissous en mai 1814. Brassine rentre en Belgique.

### Campagne de France et de Belgique (1815)
Au retour de Napoléon de l'île d'Elbe, il participa comme sous-lieutenant à la bataille de Waterloo, où il sera blessé. Il sera licencié du service le 31 décembre 1815.

### Pays-Bas et Belgique
Le 11 octobre 1816, il intégra l'armée des Pays-Bas jusqu’à la révolution belge de 1830. Il participa à la campagne des 18 jours; il obtint le brevet de lieutenant-adjudant-major et fut promu au grade de capitaine de 2e classe, le 6 octobre 1831.
Il termina sa carrière militaire comme commandant des places de Huy puis de Namur en 1843.

## Descendance
Il est l'aîné des neuf enfants (6 garçons et 3 filles) de Pierre Brassine Sr et d’Anne Catherine Engels,. 
Il épouse Marie Catherine Dury le 17 juillet 1827 à Venloo. Il aura 8 enfants:
- Catherine, née le 20 juillet 1829 à Bruxelles et décédée le 4 avril 1883 à Molenbeek-Saint-Jean;
- Jacques-Joseph né le 12 octobre 1830 à Namur et décédé le 25 décembre 1899 à Auderghem;
- Pierre-Paul, né le 21 juillet 1833 à Venlo et décédé le 5 septembre 1897 à Bruxelles;
- Jean-Joseph, né le 24 septembre 1835 à Venlo et décédé le 26 octobre 1905 à Uccle;
- Constance, née le 9 août 1837 à Alost et décédée le 11 août 1911 à Bruxelles;
- Louis-Pierre, né le 31 juillet 1839 à Huy et décédé le 28 juin 1876 à Jette;
- Émile-François, né le 19 septembre 1841 à Mariembourg et décédé le 7 mai 1923 à Wenduine;
- Henri-Joseph, né le 14 juin 1846 à Molenbeek-Saint-Jean et décédé le 17 décembre 1867 à Bruxelles;

## Distinction
Il fut admis, par décret impérial du 12 novembre 1853, dans la Légion d'honneur avec le grade de chevalier[réf. souhaitée].